# 푸나푸티 국제공항
푸나푸티 국제공항(IATA: FUNG, ICAO: NGFU)은 섬나라 투발루의 수도 푸나푸티의 공항이자 투발루의 유일한 공항으로 피지 항공(피지 링크)이 수바와 푸나푸티 사이를 운행한다. 에어 키리바시는 타라와에서 푸나푸티까지 일주일에 한 번 항공편을 제공한다.

## 역사
푸나푸티 공항은 제2차 세계 대전 중 1943년 미 해군 제2함대대의 시비 분대에 의해 건설되었다.
군용 비행장에는 활주로와 관제탑, 시설 등이 포함되었고, 테푸카에 라디오 방송국이 설치되어 비행장과 케이블로 연결되어 있었다. 기지 본부 건물은 오늘날의 티가이 아펠루의 저택에 있었고, 벙커는 오늘날까지 그곳에 있다.
첫 번째 공격 작전은 1943년 4월 20일 371번 B-24 라이베라이터 항공기와 372번 폭격대대가 나우루를 폭격하면서 시작되었다. 다음날 일본군은 푸나푸티의변두리에서 B-24 1대를 파괴하고 5대의 다른 비행기에 피해를 입혔다. 4월 22일, 12대의 B-24 항공기가 타라와를 폭격했다. 1943년 5월부터 9월까지 후나푸티에서 운용된 F4F 와일드캣(Wildcat)을 비행하는 해병전투비행대 441(VMF-441)이다.
이 비행장은 1943년 11월 타라와와 기타 길버트 제도의 기지에서 일본군에 대한 작전을 지휘한 미 육군 공군 7호 폭격기 사령부의 본부가 되었다. USAF는 1943년 11월 타라와 전투와 마킨 전투로 이어진 작전 수행에 푸나푸티에서 B-24 라이베라이터 중폭격기 2개 단체인 제11동폭격기와 제30폭격기단을 주둔시켰다.
1944년 중반 무렵, 전투가 일본을 향해 북쪽으로 더 이동하자 미국인들은 철수하기 시작했다. 1945년 태평양 전쟁이 끝날 무렵, 거의 모든 사람들이 그들의 장비를 가지고 떠났다. 전쟁 후, 군 비행장은 상업 공항으로 개발되었다.

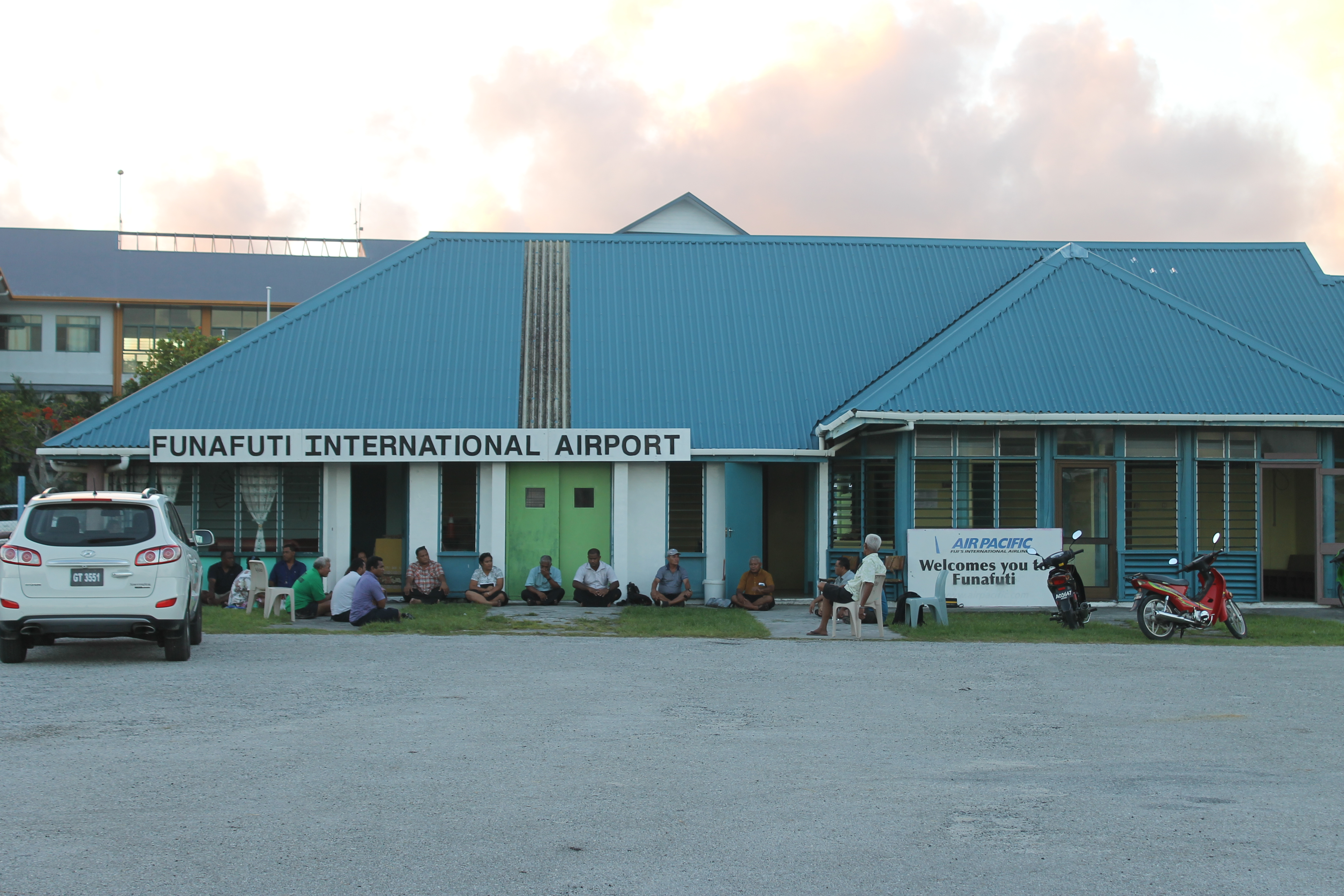
푸나푸티 국제공항 청사

## 시설

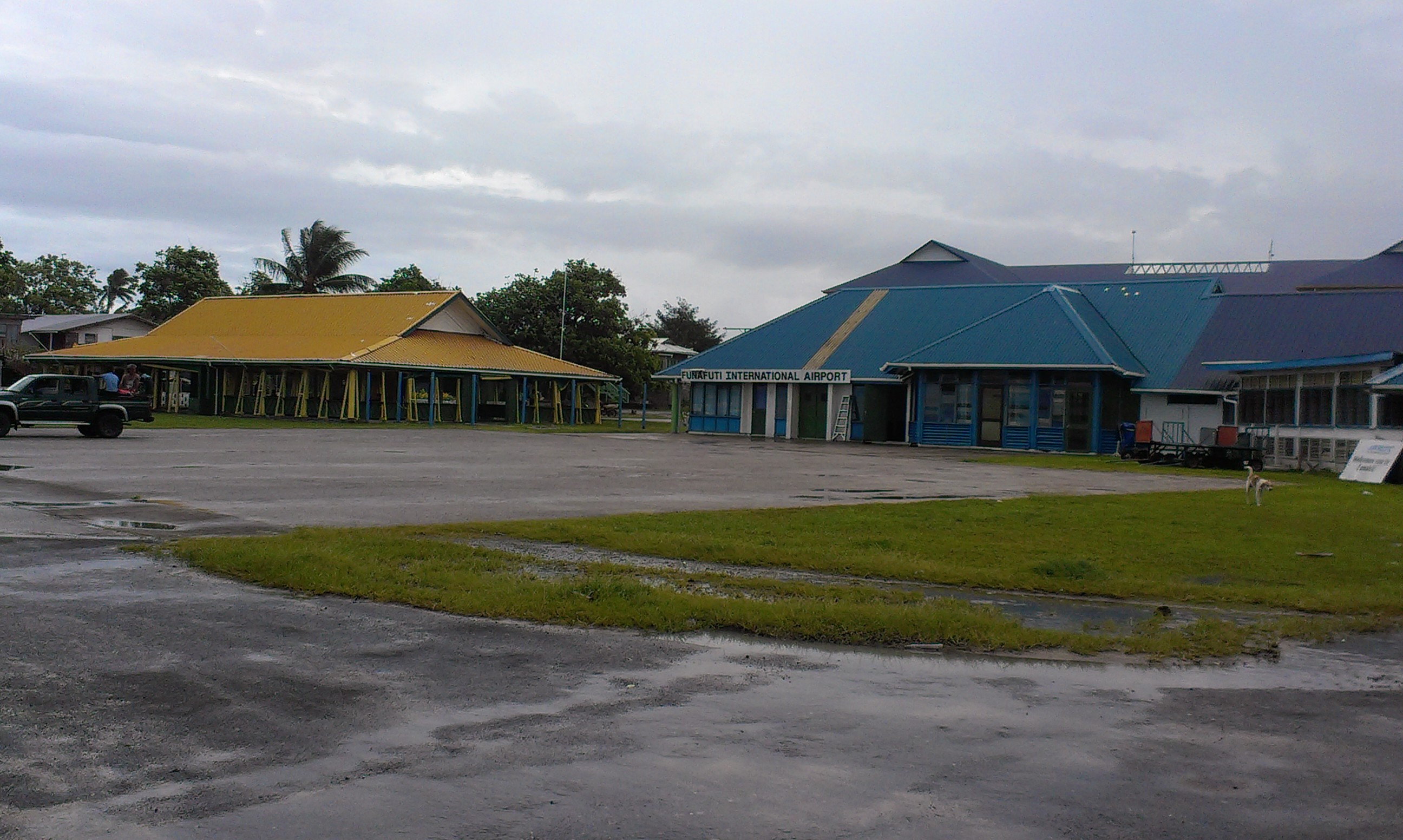
마네아파와 공항 청사

공항은 평균 해발 3m의 고도에 있다. 그것은 길이가 1,524미터(5,000피트)인 하나의 활주로를 가지고 있다. 활주로 조명, 최소 VHF 라디오 및 항공 항법 장비가 없다는 것은 운영이 일광 시간으로 제한된다는 것을 의미한다.
이 활주로는 원래 산호골재를 사용하여 건설되었으며, 1-2cm의 아스팔트 칩 씰로 표면화된 8cm 두께의 산호 자갈 층을 가지고 있다. 1992년 다시 모습을 드러냈으며 활주로는 50톤의 착륙능력을 갖췄으며, 지표수 하층수 열화, 지표면 유지보수의 미비로 인해 20톤의 착륙능력으로 축소되었다. 하지만 2015년 활주로가 다시 모습을 드러내면서 포장도로가 재등급을 받게 됐다.
활주로의 서브베이스의 열화는 낮은 고도와 환초의 지하에서의 수문학적 역학의 결과물이다. 2차 대전 동안 비행장을 만들기 위해 광범위한 늪지 매립이 있었다. 퐁가팔레 섬의 약 절반은 다공성, 투과성이 높은 산호 블록을 함유한 매립형 늪으로, 활주로의 서브베이스로 염수의 조수를 강제할 수 있다. 이로 인해 봄철 조수 동안 활주로에 소금물이 고이게 된다.
2011년 세계은행과 투발루 정부는 공항에서 국제 항공 운송 및 관련 인프라에 대한 운영 안전과 감독 개선을 목적으로 투발루 항공 투자 프로젝트(TvAIP)를 시작하기로 합의했다. 2013년 11월 세계은행은 TvAIP를 위해 606만 달러의 재정을 승인했다. 세계은행의 추가 자금 지원은 2017년에 제공되었다. TvAIP는 활주로를 개선하여 18의 최소 포장분류번호(PCN)를 달성하여 비상비행 시 활주로를 평가하는 포장의 하중 전달 능력을 제공하도록 하기 위한 것이다. TvAIP는 또한 국제 민간 항공 기구(ICAO) 요건을 충족시키기 위해 항법 보조 기구와 기타 안전 및 보안 시설의 개선을 포함했다.
이 공항은 섬의 제한된 공간 때문에 다소 특이한데, 활주로는 사용하지 않을 때 스포츠와 사회 활동을 위한 공통 구역으로 사용된다. 비행기가 착륙할 때 사이렌이 울리며 시민들에게 활주로에 접근하지 말라고 경고한다.

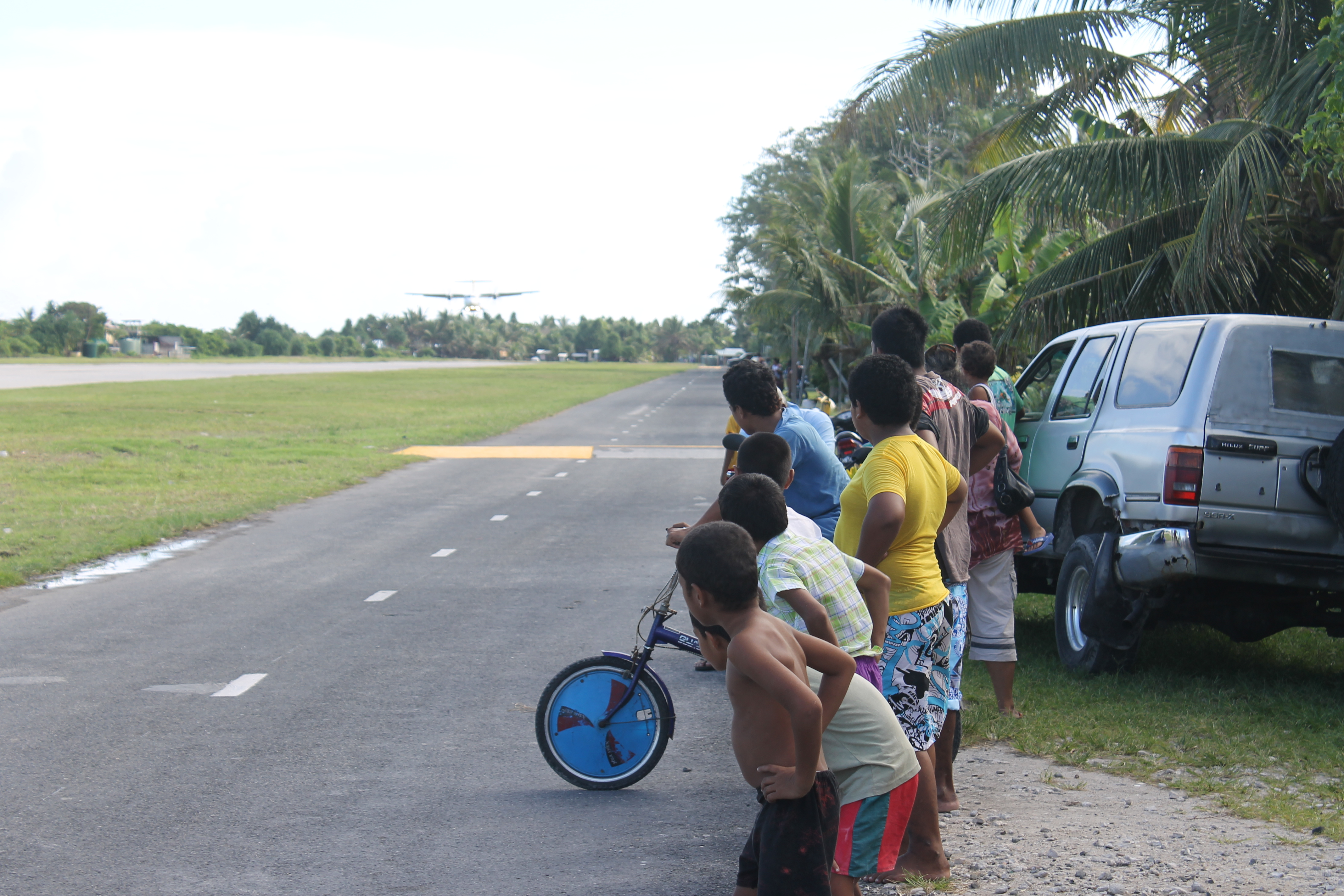
푸나푸티 국제공항에서 비행기의 이륙을 보고 있는 투발루의 어린이들.

## 운항 노선

### 국제선
1999년까지 에어 마셜 제도는 승객 55명의 짐을 싣고 호커 시들리 HS 748을 운영했다. 2001년 투발루 정부는 항공사의 출입을 보다 잘 통제할 수 있도록 에어 피지의 지분을 매입했지만, 에어 피지는 2009년에 운항을 중단했다.
피지항공(Fiji Link)의 소유주인 피지항공은 최대 72명의 승객을 수용할 수 있는 ATR 72-600 항공기로 수바(나디, 나우소리)와 푸나푸티 간 주 3회(화, 목요일, 토요일) 서비스를 운영한다.
에어 키리바시는 푸나푸티행 비행기를 일주일에 한 대씩 제공한다. 이 비행기는 수요일 오후 12시에 타라와를 출발하여 오후 3시에 푸나푸티에 도착하고, 오후 4시에 푸나푸티를 출발하여 7시에 다시 타라와에 도착한다. 이 서비스는 최대 35명의 승객을 수용할 수 있는 봄바디어 대시 8 100 시리즈 항공기를 사용한다.

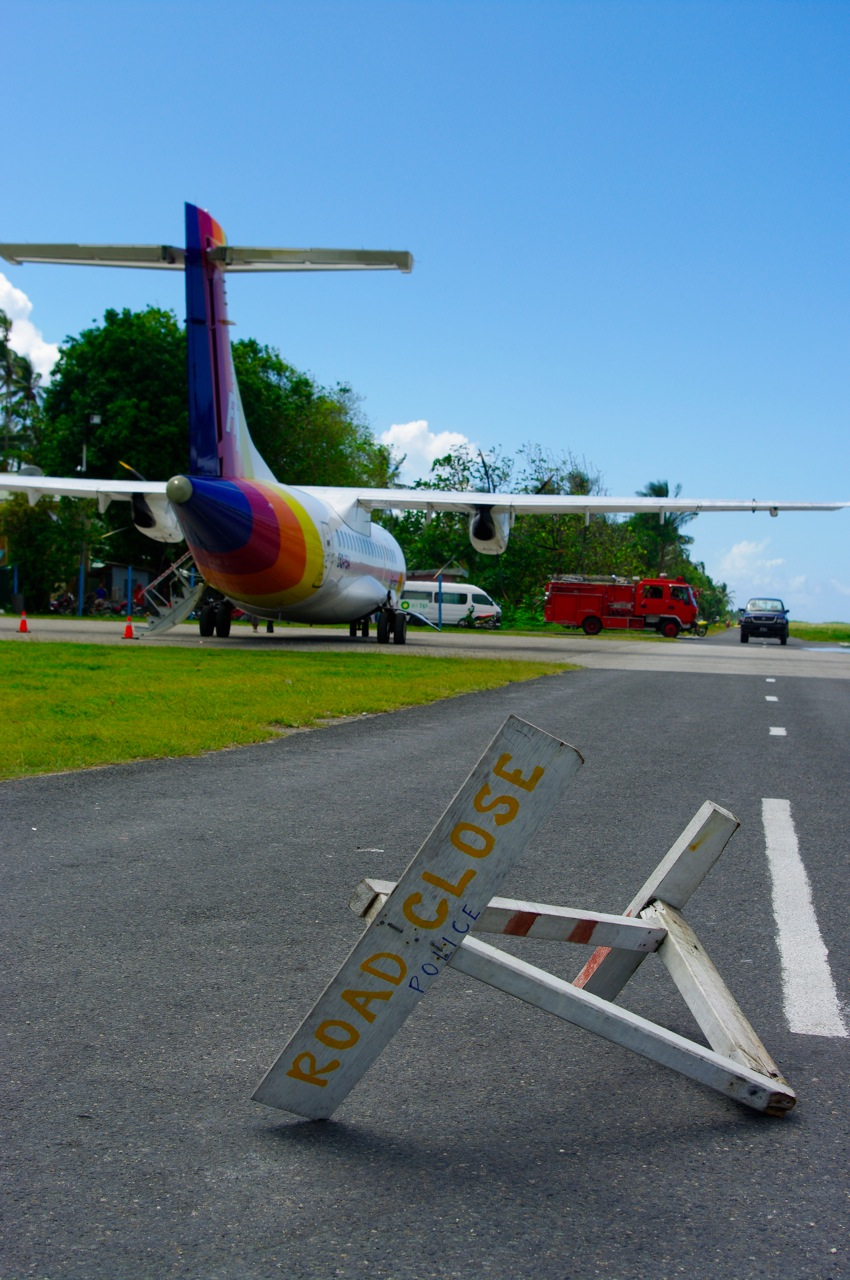
공항에 착륙한 피지 항공의 비행기

| 항공사                    | 목적지     |
| ------------------------- | ---------- |
| 피지 항공(피지 링크 운영) | 나디, 수바 |
| 키리바시 항공             | 타라와     |

## 국내선 운항 계획
2021년에 투발루 정부는 외부 섬에 국내 항공 서비스를 도입할 계획이다. 이 프로젝트는 토지의 임대를 체결하고 토지 소유자에게 나무 보상을 지불한 후 활주로를 건설하는 것을 포함한다. 나우메아에서, 사람들은 제2차 세계 대전 중에 미 해병대가 건설한 비행장을 사용하기로 동의했다.